# TD Place Stadium
TD Place Stadium är en idrottsarena i Ottawa, Ontario i Kanada. Arenan har en publikkapacitet på 40 000 åskådare.